# Puerto de Tarragona
Puerto de Tarragona är en hamn i Spanien.   Den ligger i provinsen Província de Tarragona och regionen Katalonien, i den östra delen av landet, 400 km öster om huvudstaden Madrid. Närmaste större samhälle är Tarragonès, 3,0 km nordost om Puerto de Tarragona. 